# Плотцен

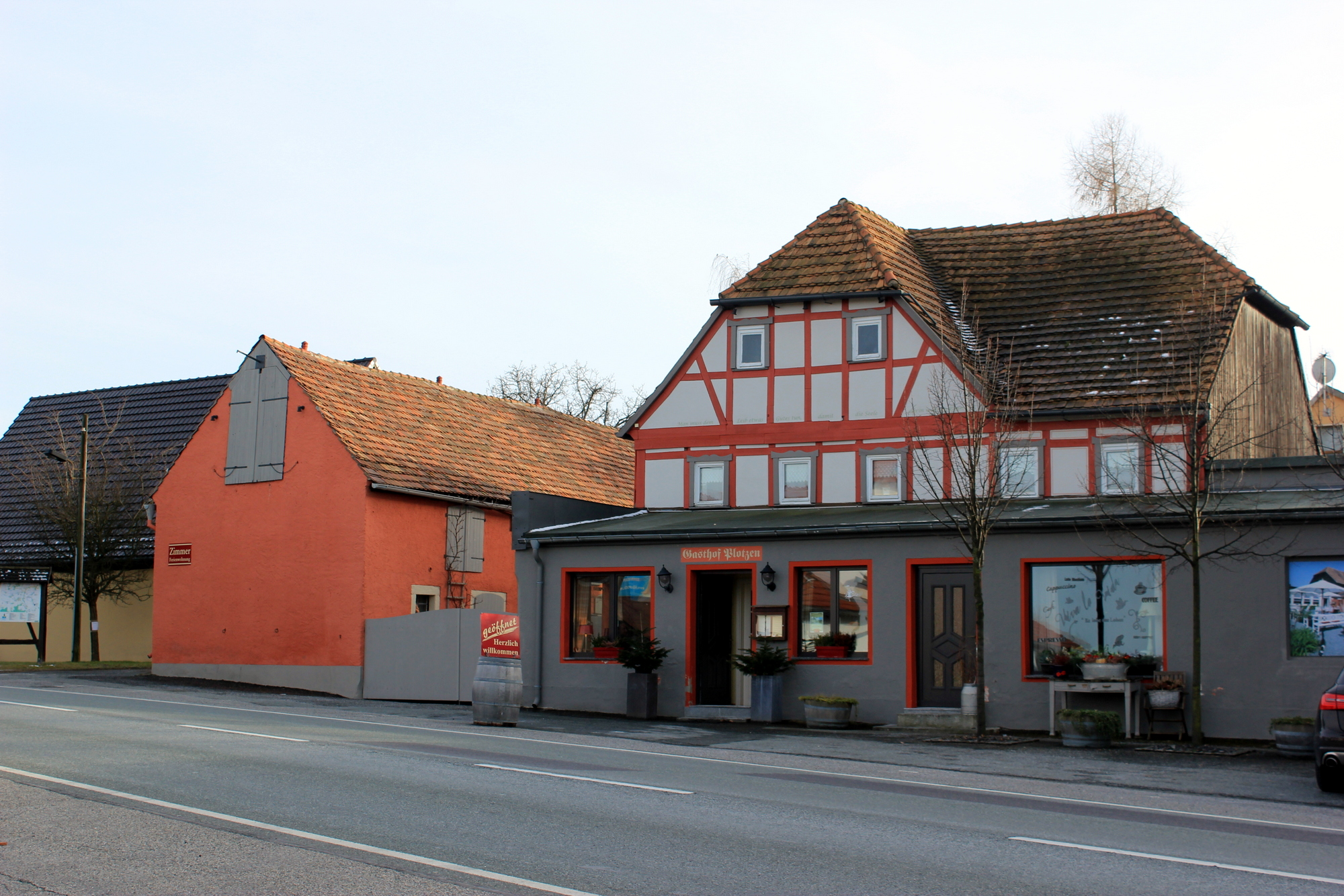
Гостиница

Пло́тцен или Бло́цаны (нем. Plotzen; в.-луж. Błócanyо файле) — деревня в Верхней Лужице, Германия. Входит в состав коммуны Хохкирх района Баутцен в земле Саксония. Подчиняется административному округу Дрезден.

## География
Располагается примерно в семи километрах на северо-запад от Лёбау.
Соседние населённые пункты: на севере — деревня Колваз, на востоке — деревня Вуежк-под-Чорнобогом, на юге — деревня Лейно, на юго-западе — деревня Жорносыки и на северо-западе — деревня Нове-Копорцы.

## История
Впервые упоминается в 1374 году под наименованием Blozayn.
До 1993 года была административным центром одноимённой коммуны. С 1993 года входит в современную коммуну Хохкирх.
В настоящее время деревня входит в состав культурно-территориальной автономии «Лужицкая поселенческая область», на территории которой действуют законодательные акты земель Саксонии и Бранденбурга, содействующие сохранению лужицких языков и культуры лужичан.
Исторические немецкие наименования
- Blozayn, 1374
- Bloczin, 1398
- Blotzen, 1419
- Plotzen, 1635

Историческое серболужицкое наименование
- Błóćany (Блочаны)

## Население
Официальным языком в населённом пункте, помимо немецкого, является также верхнелужицкий язык.
Согласно статистическому сочинению «Dodawki k statisticy a etnografiji łužickich Serbow» Арношта Муки в 1884 году в деревне проживало 165 человек (из них — 128 серболужичан (78 %)).
Лужицкий демограф Арношт Черник в своём сочинении «Die Entwicklung der sorbischen Bevölkerung» указывает, что в 1956 году при общей численности в 165 человек серболужицкое население деревни составляло 37 % (из них верхнелужицким языком владело 49 взрослых и 12 несовершеннолетних).
| 1834 | 1871 | 1890 | 1910 | 1925 | 1939 | 1946 | 1950 | 1964 | 1990 |
| ---- | ---- | ---- | ---- | ---- | ---- | ---- | ---- | ---- | ---- |
| 177  | 181  | 149  | 142  | 144  | 133  | 183  | 203  | 669  | 462  |